# AllegroGraph
AllegroGraph est une base de données triplestore propriétaire, conçue pour stocker des triples RDF, un format standard pour les données liées.
AllegroGraph est actuellement utilisé pour des projets Open source , des projets commerciaux,,, et des projets du département de la Défense américain. Il est également le composant de stockage pour le projet TwitLogic qui implémente le Web Sémantique pour Twitter.

## La mise en œuvre
AllegroGraph a été développé pour répondre aux normes W3C du Resource Description Framework. C'est donc une base de données RDF. C'est une implémentation de référence pour SPARQL. SPARQL est un standard de langage de requête pour les données liées, comme SQL l'est pour les bases de données relationnelles.
Franz, Inc. est le développeur d'AllegroGraph. Il développe également Allegro Common Lisp, une mise en œuvre de Common Lisp, un dialecte de Lisp. La fonctionnalité de AllegroGraph est mise à disposition par le biais de Java, Python, Common Lisp et d'autres API.
La première version de AllegroGraph a été mise à disposition à la fin de 2004.

### Interfaces
AllegroGraph a des interfaces client pour Java, Python, Ruby, Perl, C#, Clojure, et  Common Lisp. Le produit est disponible pour Windows, Linux et Mac OS X, en 32 ou 64 bits.[réf. nécessaire]
AllegroGraph inclut une implémentation de Prolog basée sur celle de Peter Norvig. dans les Paradigmes de l'Intelligence Artificielle Programmation.